# Orphnus thoracicus
Orphnus thoracicus är en skalbaggsart som beskrevs av Linell 1896. Orphnus thoracicus ingår i släktet Orphnus och familjen Orphnidae. Inga underarter finns listade i Catalogue of Life.